# The Deminer
The Deminer är en svensk, dubbelt guldbaggenominerad dokumentärfilm från 2018. För manus och regi står Hogir Hirori.

## Handling
I filmen skildras Colonel Fakhir i Duhok  och hans belägenhet då han desarmerar landminor och blindgångare i sin hemtrakt med primitiva metoder.